# Mazotós
Mazotós är en ort i Cypern.   Den ligger i distriktet Eparchía Lárnakas, i den östra delen av landet, 40 km söder om huvudstaden Nicosia. Mazotós ligger 49 meter över havet och antalet invånare är 818. Den ligger på ön Cypern.
Terrängen runt Mazotós är platt söderut, men åt nordväst är den kuperad. Havet är nära Mazotós åt sydost.  Närmaste större samhälle är Larnaca, 18,0 km nordost om Mazotós. 